# 김정기 (1975년)
김정기(金政基, 1975년 2월 7일 ~ 2022년 10월 3일)는 대한민국의 만화가, 드로잉 아티스트이다.

## 학력
- 영일고등학교 졸업
- 동의대학교 서양학과 졸업

## 경력
- 애니창아 원장

## 출연작
- 2018년 JTBC 《인간지능》

## 광고
- 2016년 SK이노베이션

## 가족 관계
- 배우자: 서수현 (1974년~ )
  - 아들: 김종혁
  - 딸: 김채연